# Annalise Basso
Annalise Basso (San Luis, Misuri, Estados Unidos; 2 de diciembre de 1997) es una actriz y modelo estadounidense conocida principalmente por sus papeles en Bedtime Stories (2008), Love Takes Wing (2009), Standing Up (2013), Oculus (2013) y Ouija: El origen del mal (2016).

## Vida y carrera
Basso nació en Saint Louis, Misuri, es la hija menor de Marcie y Louis Joseph Basso, tiene dos hermanos mayores llamados Alexandria y Gabriel Basso, que también son actores. Comenzó su carrera protagonizando varios comerciales y realizando pequeñas apariciones en series de televisión. Se graduó del Campbell Hall School en Studio City, Los Ángeles Su primer papel que atrajo la atención de los medios fue su interpretación como Eden Hamby en la serie True Blood de HBO. En 2009, protagonizó la película para televisión Love Takes Wing de la franquicia Love Comes Softly. A la edad de 10 años, participó en Are You Smarter than a 5th Grader? como una de las estudiantes. Posteriormente apareció como estrella invitada en las series New Girl de FOX y Nikita de The CW.
Su primer papel principal cinematográfico fue en la película Standing Up dirigida por D. J. Caruso, basada en la novela The Goats de Brock Cole. La película fue estrenada en el Festival de Cannes 2012. La historia se centra en dos niños, interpretados por Basso y Chandler Canterbury, que se desnudan y se marchan juntos a una isla debido a una broma causada en el campamento de verano. En 2014, protagonizó la película de terror Oculus como Karen Gillan en su niñez. En 2016, Basso ganó un mayor reconocimiento y atención por el éxito crítico y financiero de Ouija: El origen del mal, donde interpretó a Paulina "Lina" Zander.

## Filmografía

### Cine
| Año  | Película                    | Personaje             | Notas         |
| ---- | --------------------------- | --------------------- | ------------- |
| 2007 | Ghost Image                 | Susan Zellan          |               |
| 2008 | Bedtime Stories             | Tricia Sparks         |               |
| 2009 | Dark House                  | Chica pelirroja       |               |
| 2009 | Alabama Moon                | Alice                 |               |
| 2013 | Standing Up                 | Shadow "Grace" Golden |               |
| 2013 | Oculus                      | Joven Karen Gillan    |               |
| 2016 | Captain Fantastic           | Vespyr Cash           |               |
| 2016 | Prettyface                  | Marlena               | Cortometraje  |
| 2016 | Ouija: El origen del mal    | Paulina "Lina" Zander |               |
| 2017 | The Good Time Girls         | Ellie                 | Cortometraje  |
| 2017 | Furlong                     | Abbey                 | Cortometraje  |
| 2018 | Nostalgia                   | Tallie Beam           |               |
| 2018 | Ladyworld                   | Piper                 |               |
| 2018 | Slender Man                 | Katie                 |               |
| 2020 | The Bloodhound              | Vivian                |               |
| 2024 | Camp                        | Angela                |               |
| 2024 | La vida de Chuck            | Janice Halliday       |               |
| TBA  | Deliberation                | Abby                  | Preproducción |
| TBA  | Butterfly in the Typewriter | Martha                | Preproducción |

### Televisión
| Año           | Título                             | Personaje             | Notas                                                 |
| ------------- | ---------------------------------- | --------------------- | ----------------------------------------------------- |
| 2008          | Desperate Housewives               | Denise                | "Me and My Town" (Temporada 5, Episodio 9)            |
| 2008          | 1%                                 | Chica americana       | Película para televisión                              |
| 2009          | Love Takes Wing                    | Lillian               | Película para televisión                              |
| 2009          | Lie to Me                          | Maggie Ambrose        | "The Better Half" (Temporada 1, Episodio 10)          |
| 2009          | True Blood                         | Eden Hamby            | "Keep This Party Going" (Temporada 2, Episodio 2)     |
| 2009          | Three Rivers                       | Mary                  | "The Luckiest Man" (Temporada 1, Episodio 7)          |
| 2009          | Are You Smarter than a 5th Grader? | Ella misma            |                                                       |
| 2010          | Childrens Hospital                 | Morgan                | "I See Her Face Everywhere" (Temporada 2, Episodio 1) |
| 2011          | Bones                              | Amber Tremblay        | "The Change in the Game" (Temporada 6, Episodio 23)   |
| 2011          | Parks and Recreation               | Abigail               | "Pawnee Rangers" (Temporada 4, Episodio 4)            |
| 2012          | New Girl                           | Sarah Shille          | "Kids" (Temporada 1, Episodio 21)                     |
| 2012          | Nikita                             | Liza Abbott           | "Innocence" (Temporada 3, Episodio 2)                 |
| 2014-2015     | The Red Road                       | Kate Jensen           | Elenco principal                                      |
| 2015          | Constantine                        | Vesta Whitney         | "Waiting for the Man" (Temporada 1, Episodio 13)      |
| 2016          | Cold                               | Isla Wallis           | Elenco principal                                      |
| 2017          | Philip K. Dick's Electric Dreams   | Foster Lee            | "Safe & Sound" (Temporada 1, Episodio 9)              |
| 2019          | V.C. Andrews' Heaven               | Heaven Casteel        | Miniserie                                             |
| 2020-presente | Snowpiercer                        | Lilah "LJ" Folger Jr. | Elenco principal                                      |

### Vídeos musicales
| Año  | Vídeo   | Personaje | Intérprete |
| ---- | ------- | --------- | ---------- |
| 2015 | Outcast | Sari      | Mainland   |

## Premios y nominaciones
| Lista de premios y nominaciones | Lista de premios y nominaciones     | Lista de premios y nominaciones                                         | Lista de premios y nominaciones | Lista de premios y nominaciones | Lista de premios y nominaciones | Lista de premios y nominaciones |
| Año                             | Organización                        | Categoría                                                               | Trabajo                         | Resultado                       | Ref(s)                          |                                 |
| ------------------------------- | ----------------------------------- | ----------------------------------------------------------------------- | ------------------------------- | ------------------------------- | ------------------------------- | ------------------------------- |
| 2014                            | Young Artist Award                  | Mejor Actuación en una Película - Actriz Principal Joven                | Standing Up                     | Nominada                        | [ 5 ]                           |                                 |
| 2017                            | Seattle Film Critics Society Awards | Mejor Reparto (compartido con el elenco principal de Captain Fantastic) | Captain Fantastic               | Nominada                        | [ 6 ]                           |                                 |
| 2017                            | Screen Actors Guild Awards          | Mejor Reparto (compartido con el elenco principal de Captain Fantastic) | Captain Fantastic               | Nominada                        | [ 7 ]                           |                                 |
| 2017                            | Young Artist Award                  | Mejor Actuación en una Película - Actriz de Reparto Joven               | Captain Fantastic               | Nominada                        | [ 8 ]                           |                                 |
| 2017                            | Streamy Awards                      | Mejor Actriz en un Drama                                                | Cold                            | Nominada                        | [ 9 ]                           |                                 |